# Sergueï Panov
Pour les articles homonymes, voir Panov.
Sergueï Iourievitch Panov (en russe : Сергей Юрьевич Панов), est un ancien joueur russe de basket-ball, né le 30 juin 1970 évoluant au poste d'ailier.

## Club
- 1991-1993 : Spartak Saint-Pétersbourg (Russie)
- 1993-1994 : Yıldırımspor (Turquie)
- 1994-2000 : CSKA Moscou (Russie)
- 2000-2002 : Ural Great Perm (Russie)
- Depuis 2002 : CSKA Moscou (Russie)

- Euroligue 2006
- NEBL 2000 avec le CSKA Moscou
- NEBL 2001 avec Ural Great Perm
- Champion de Russie 1995, 1996, 1997, 1998, 1999, 2000, 2003, 2004, 2005, 2006 avec le CSKA Moscou
- Champion de Russie 2001, 2002 avec Ural Great Perm
- Coupe de Russie 2005, 2006

### Sélection nationale
- Championnat du monde masculin de basket-ball
  -  Médaille d'argent du Championnat du monde 1994
  -  Médaille d'argent du Championnat du monde 1998
- Championnat d'Europe
  -  Médaille d'argent du championnat d'Europe 1993 en Grèce
  -  Médaille de bronze du championnat d'Europe 1997 en Espagne